# The Mighty Lemon Drops
The Mighty Lemon Drops est un groupe de rock indépendant britannique, originaire de Wolverhampton, en Angleterre. The Mighty Lemon Drops fait partie de la vague pop et noisy-pop de 1986, et figure sur la compilation C86, avec le titre Happy Head. Le groupe sortira cinq albums avant de se séparer.

## Biographie
À l'origine appelé Sherbet Monsters, le quatuor est formé au printemps 1985 à Wolverhampton, The Black Country. Paul Marsh, Dave Newton et Tony Linehan jouaient ensemble dans un groupe appelé Active Restraint en 1982, avec Newton qui formera plus tard le groupe The Wild Flowers. Dave Newton et Tony Linehan sont les principaux compositeurs. Leur style musical est décrit psychedelia influencé post-punk, joué avec une guitare Rickenbacker.
Après avoir perdu leur batteur Martin Gilks (plus tard The Wonder Stuff), les Drops comprennent désormais Paul Marsh (chant), David Newton (guitare), Tony Linehan (basse), et Keith Rowley (batterie). En décembre 1985, le quatuor, désormais rebaptisé The Mighty Lemon Drops, publie un premier single indépendant, Like an Angel, au label Dreamworld Records de Daniel Treacy des Television Personalities qui atteindra l'UK Indie Chart et se vendra à 14 000 exemplaires. Ils enregistrent aussi une session pour John Peel à cette période. Désormais partie intégrante du mouvement C86, ils sont signés par Geoff Travis de Rough Trade pour son nouveau label, Blue Guitar, une branche de Chrysalis Records. Ils signent avec Sire Records en Amérique du Nord à la même période.
Derek Jarman produit un clip pour le single Out of Hand en 1987 qui est suivi par le hit Inside Out en 1988. Au Royaume-Uni, les albums Happy Head et World Without End atteignent les classements (#58 et #33 respectivement). Aux États-Unis, World Without End est classé premier des Modern Rock/College en 1988 et Happy Head est cité dans la liste des 50 meilleurs albums de l'année établie par le magazine Sounds. Le groupe se sépare de Chrysalis après trois albums (Happy Head, World Without End et Laughter), mais reste signé avec Sire aux US, publiant l'album Laughter, qui atteint le Billboard 200 en 1990. Pendant les sessions de Laughter, Linehan quitte le groupe et est remplacé par Marcus Williams.
Le groupe publie deux autres albums, Sound ... Say Goodbye to Your Standards et Ricochet avant de se séparer en 1992. Trois autres albums suivent (les albums live All the Way et Young, Gifted, and Black Country, et le best-of Rollercoaster).
En 2011, Newton produit le troisième album, Turn and Face Me de The Blood Arm. En mars 2014, le groupe publie Uptight: The Early Recordings 1985–1986, chez Cherry Red Records.

## Discographie

### Albums studio
- 1986 : Happy Heads
- 1988 : World Without End
- 1989 : Laughter
- 1991 : Sound...
- 1992 : Ricochet

### Compilations
- 1997 : Rollercoaster: The Best of 1986-1989
- 2014 : Uptight: The Early Recordings 1985/1986